# Zinnia angustifolia
Zinnia angustifolia là một loài thực vật có hoa trong họ Cúc. Loài này được Carl Sigismund Kunth mô tả khoa học đầu tiên năm 1818.

## Phân bố
Loài bản địa Mexico, nhưng đã du nhập vào Cộng hòa Dominica.

## Các thứ
- Z. angustifolia var. angustifolia (nguyên chủng, đồng nghĩa: Crassina angustifolia Kuntze, 1891): Mexico, du nhập vào Cộng hòa Dominica.[4]
- Z. angustifolia var. greggii (B.L.Rob. & Greenm.) McVaugh, 1972 (đồng nghĩa: Z. greggii B.L.Rob. & Greenm., 1896): Từ đông bắc tới tây nam Mexico.[5]
- Z. angustifolia var. littoralis (B.L.Rob. & Greenm.) B.L.Turner, 1990 (đồng nghĩa: Z. littoralis B.L.Rob. & Greenm., 1896): Tây bắc Mexico.[6]

## Thư viện ảnh

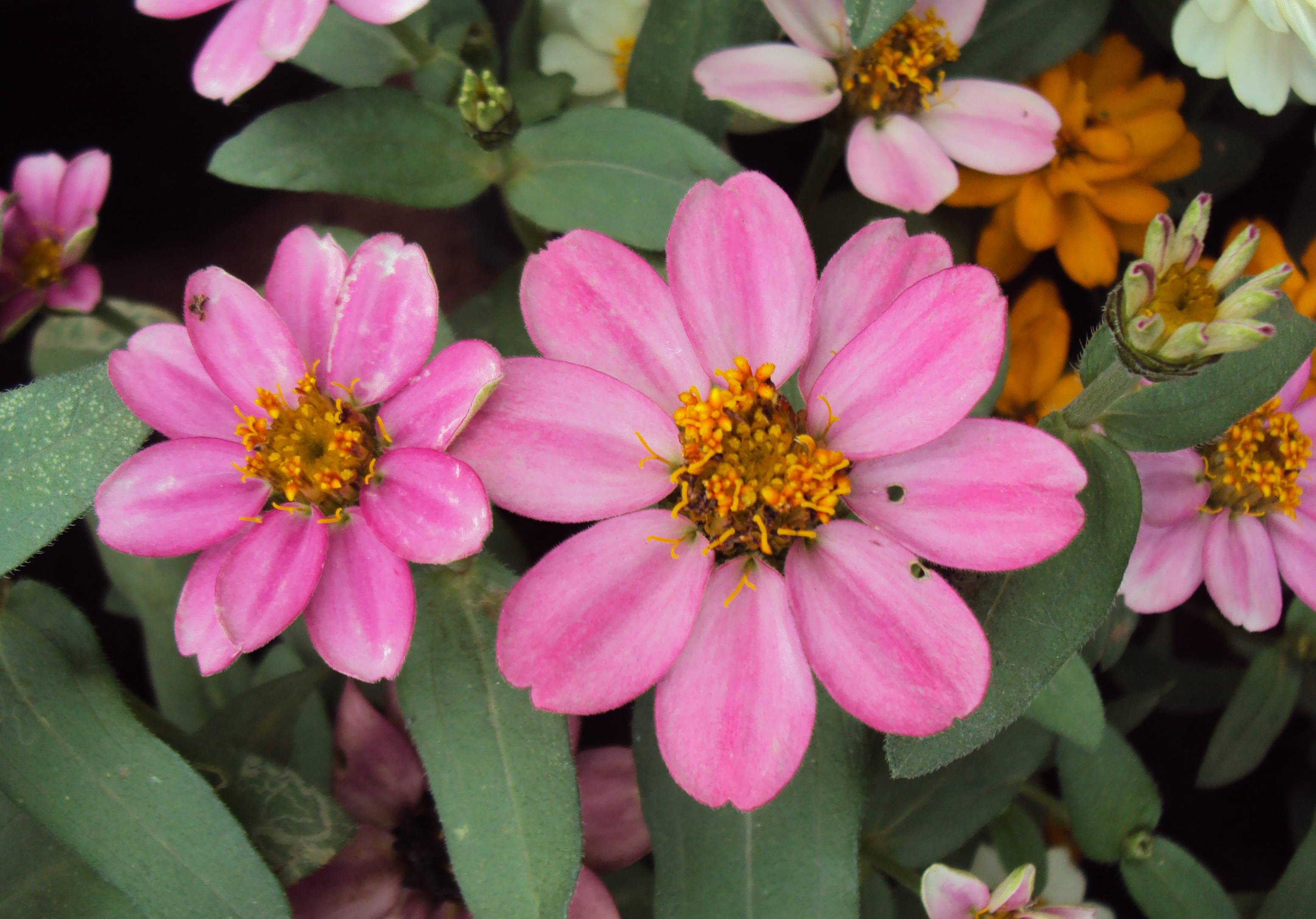
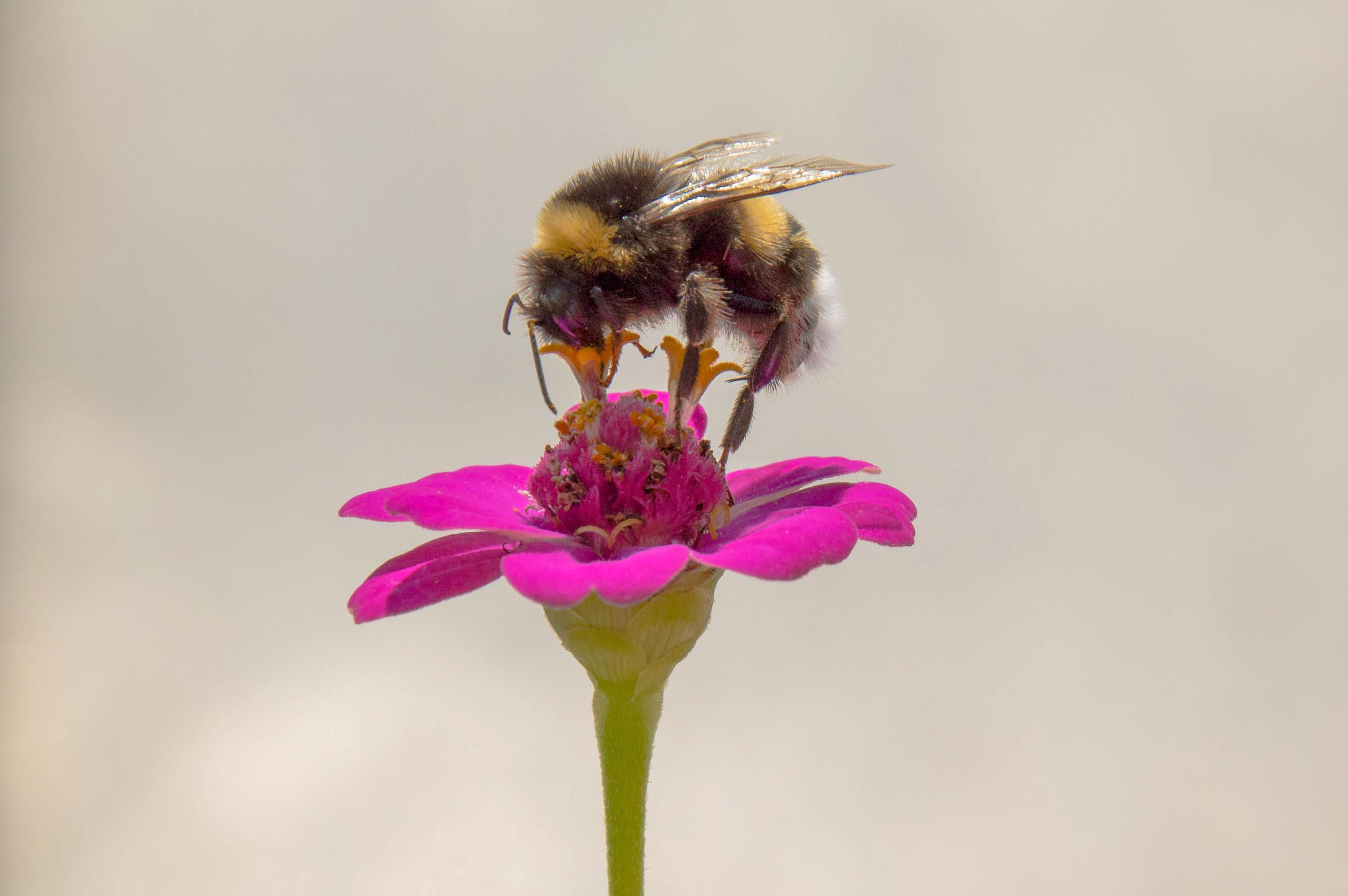
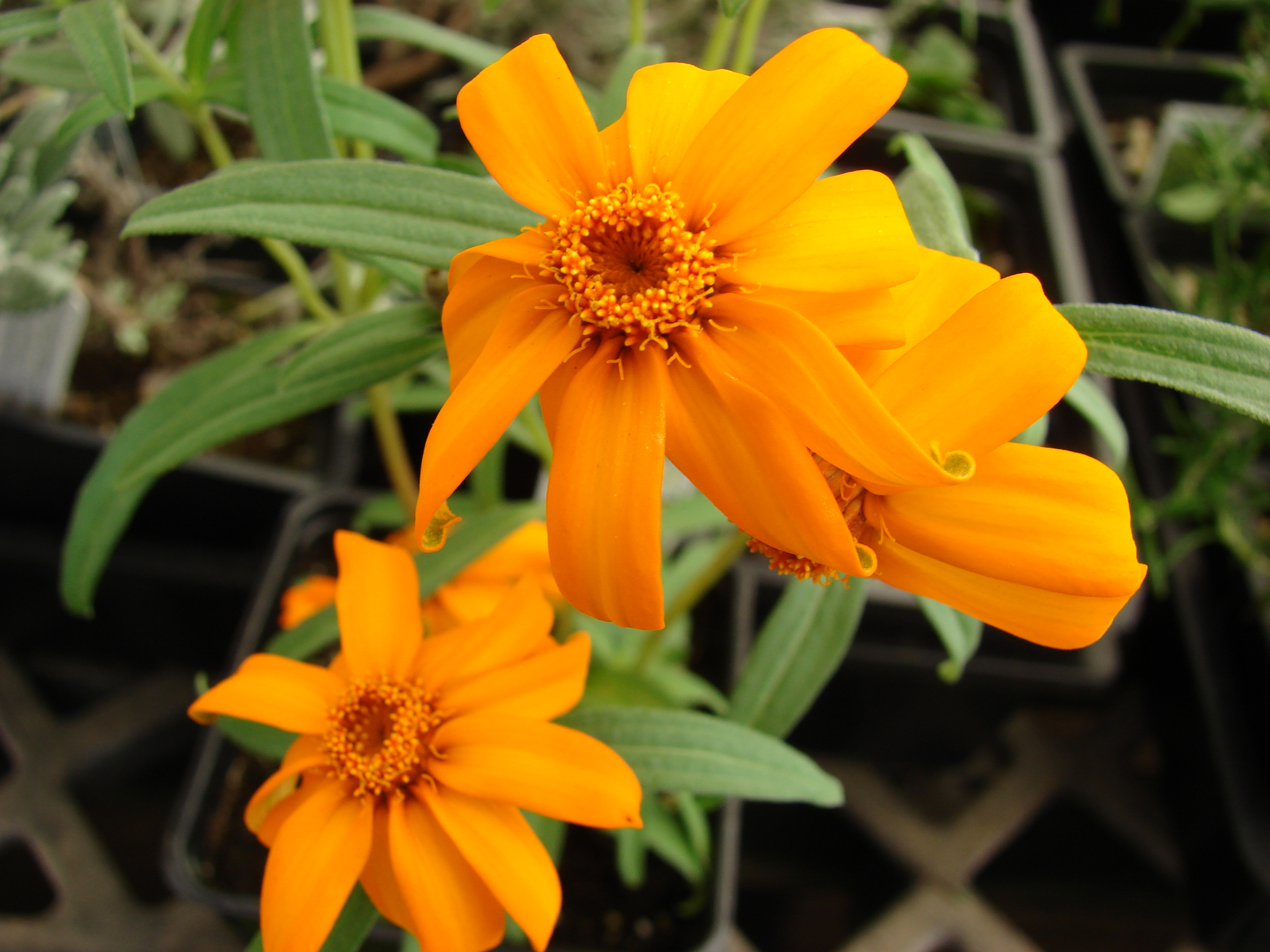
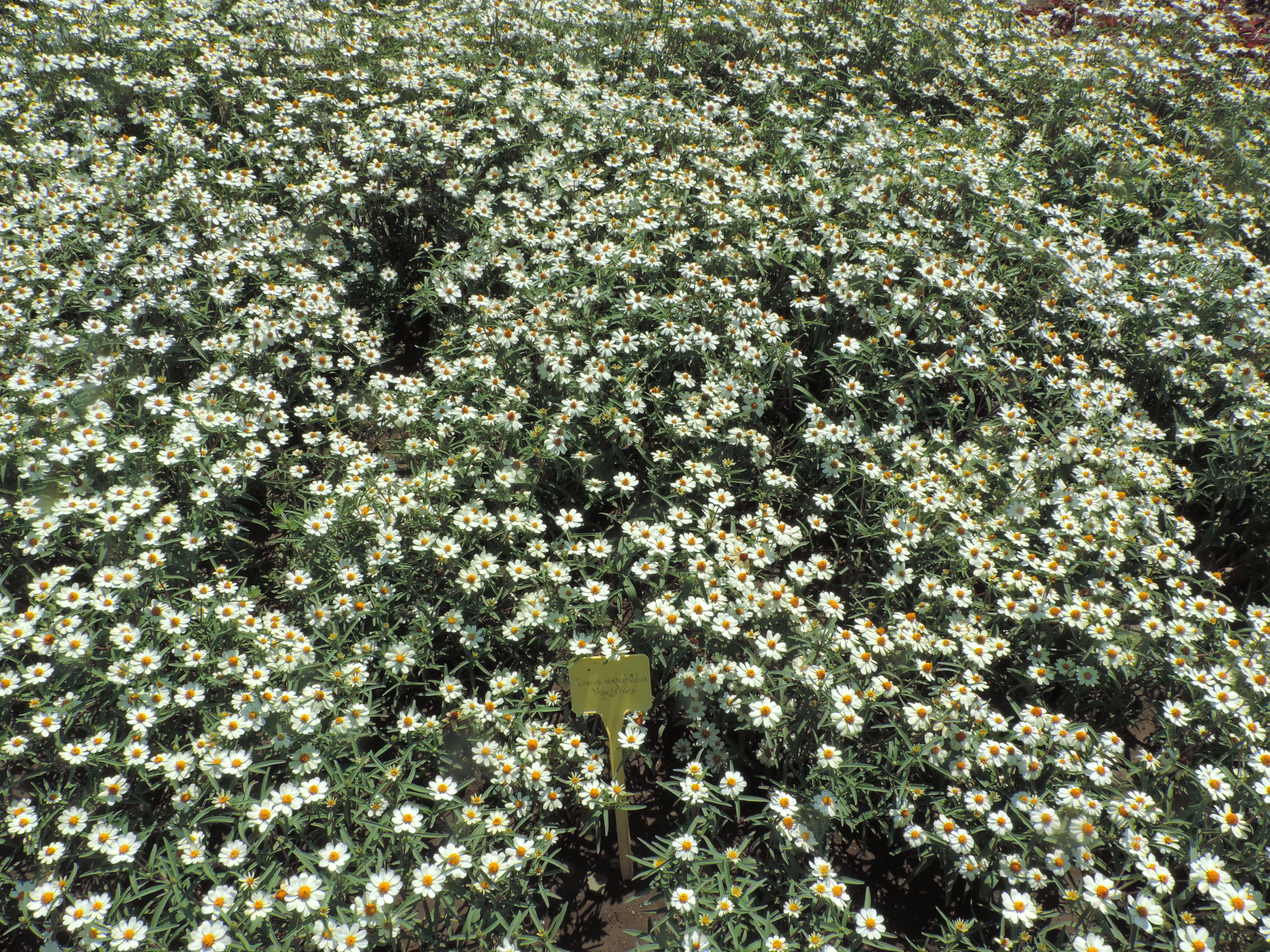